# بگ‌بوروک
بگ‌بوروک (به انگلیسی: Begbroke) یک روستا و محله مدنی در بریتانیا است که در چرول واقع شده‌است. بگ‌بوروک ۲٫۸۸ کیلومتر مربع مساحت و ۷۸۳ نفر جمعیت دارد.